# Lothar Wilhelmy

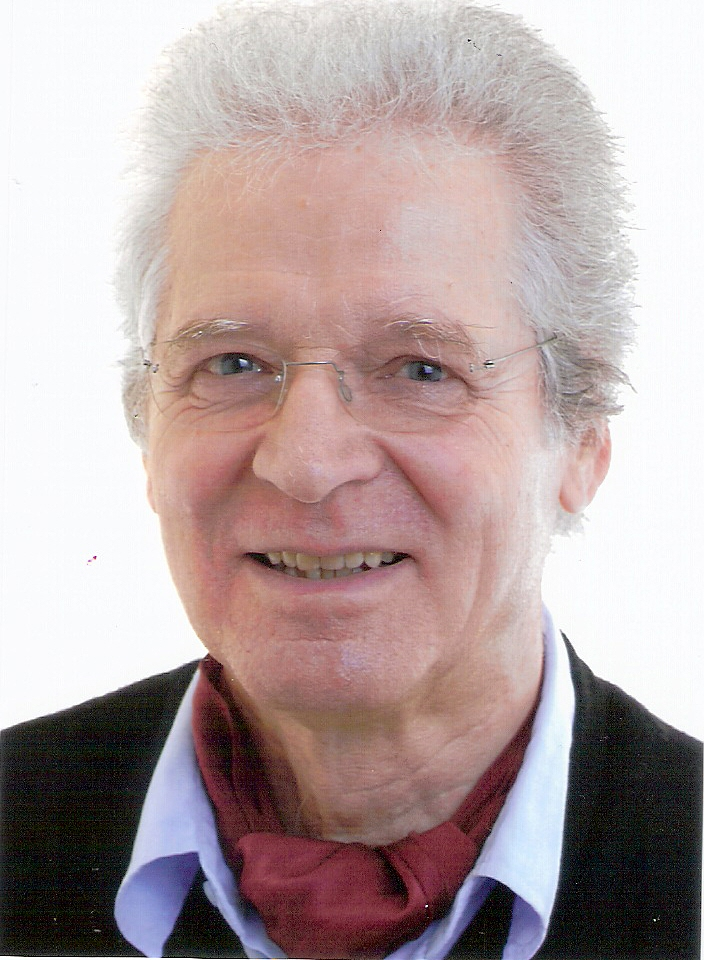
Lothar Wilhelmy, 2017

Lothar Wilhelmy (* 6. Juni 1940 in Kiel) ist ein deutscher Unternehmer und Stifter.

## Leben
Wilhelmy kam 1955 mit der Familie nach Stuttgart, nachdem sein Vater Herbert Wilhelmy einen Ruf als ordentlicher Professor an den Lehrstuhl für Geografie an der TH Stuttgart angenommen hatte, und absolvierte dort 1960 am Karls-Gymnasium sein Abitur. Danach nahm er das Studium der Elektrotechnik mit dem Schwerpunkt Mess- und Regelungstechnik an der TH Stuttgart auf, seit 1967 Universität Stuttgart, das er 1972 mit der Promotion zum Dr.-Ing. mit der Dissertation Potentialfreie Feldstärkemessung im raumladungsfreien periodisch zeitabhängigen und transienten elektrischen Feld abschloss.
Lothar Wilhelmy ist seit 1970 verheiratet und hat zwei Söhne.
Seine berufliche Laufbahn verbrachte Wilhelmy ab 1972 in Berlin. 1973 wurde er bei der Firma Krone Leiter der Hauptabteilung Entwicklung/Elektronik und dort 1974 zum Technischen Leiter ernannt. 1978 übernahm er bei der Firma Kamphausen Messtechnik die Geschäftsführung. Von 1983 bis zu seinem Ruhestand 2006 war er Alleinvorstand und Mitgesellschafter der Hübner Elektromaschinen AG, einer Spezialfirma für Drehzahl-Sensoren in Heavy-Duty-Technik für die elektrische Antriebstechnik. 1991 konnte er die Firma Thalheim Tachometerbau in Eschwege erwerben und in den Hübner-Verbund integrieren. Neben seinen Führungsaufgaben widmete er sich intensiv Neu- und Weiterentwicklungen, was zu zahlreichen Fachartikeln und Patentanmeldungen führte. Das Wachstum der Hübner-Gruppe erforderte mehrmals eine Kapitalerhöhung, an denen er sich beteiligte. 2002 ergab sich für Hübner die Chance, sich nach einem passenden Technologie-Partner umzusehen und die Baumer AG als neuen Mehrheitsaktionär zu gewinnen.
2003/2004 hat er als Präsident des Rotary Clubs Berlin-Süd die erste Rotary-Stiftung aller Berliner Rotary Clubs mit dem Schwerpunkt der Unterstützung von Hochbegabten errichtet und maßgeblich gefördert. 2011 wurde auf seine Initiative hin ein Tastmodell der Museumsinsel für Blinde und Sehende neben dem Alten Museum in Berlin aufgestellt.

## Stiftungsgründung
Nach Eintritt in den Ruhestand 2006 hat Wilhelmy 2007 die Dr. Wilhelmy-Stiftung als eine in Berlin begründete rechtsfähige Stiftung des bürgerlichen Rechts ins Leben gerufen mit dem Zweck, die Wissenschaft und Forschung, Bildung und Erziehung, sowie Kunst und Kultur, Denkmalschutz und Denkmalpflege zu fördern, insbesondere durch die Vergabe des  Klung-Wilhelmy-Wissenschafts-Preises. 2010 hat er seine Anteile an der Hübner-Gruppe der Stiftung geschenkt, die sie 2011 an den Hauptgesellschafter veräußert hat. Die Verwaltung des Stiftungskapitals und der Stiftung liegt heute in den Händen des Deutschen Stiftungszentrums im Stifterverband für die Deutsche Wissenschaft.

## Ehrungen
Am 15. Februar 2017 wurde ihm das vom Bundespräsidenten verliehene Bundesverdienstkreuz 1. Klasse für die Förderung der Wissenschaft überreicht. 2008 zeichnete ihn der Rotary Club Berlin-Süd mit der Paul-Harris-Medaille und 2011 mit der Paul-Harris-Medaille mit Saphir für den langjährigen Einsatz für den Club aus.

## Veröffentlichungen (Auswahl)
- Ohne Getriebe und ohne Batterie – Neu entwickelte robuste Multiturn-Absolutgeber, Antriebstechnik 1/2006
- Drehbeschleunigungssensor ermöglicht hochgenaue Drehzahlregelung, Antriebstechnik 38 (1999) Nr. 4
- Präzisions-Sinus-Digitaltacho für Drehzahl und Lage, Top Ten Automatisierung KEM 1996
- LongLife oder bürstenlos – Vergleich moderner Drehzahl-Istwertaufnehmer, Antriebstechnik 28 (1989) Nr. 6

### Patente (Auswahl)
- Patent  DE10355859: Vorrichtung zum Erfassen von Bewegungen und/oder Positionen eines Gegenstandes (Micro-Generator als Energiequelle für einen Multiturn-Absolutwertgeber). Angemeldet am 26. November 2003, veröffentlicht am 10. März 2005.‌
- Patent  DE10329978: Elektronischer Umdrehungszähler. Angemeldet am 26. Juni 2003, veröffentlicht am 27. Januar 2005.‌
- Patent  DE19828372: Vorrichtung zum Messen von Dreh- oder Linearbeschleunigungen (Beschleunigungssensor nach dem Ferraris-Prinzip). Angemeldet am 17. Juni 1998, veröffentlicht am 30. Dezember 1998.‌
- Patent  DE19508700: Vorrichtung zum Gewinnen weitgehend oberwellenfreier periodischer Signale (Sinussignale für Drehgeber). Angemeldet am 2. März 1995, veröffentlicht am 14. August 1996.‌